# Anagallis oligantha
Anagallis oligantha är en viveväxtart som beskrevs av Peter Geoffrey Taylor. Anagallis oligantha ingår i släktet Anagallis och familjen viveväxter. Inga underarter finns listade i Catalogue of Life.